# 渫水
渫水，俗名铁水河，是中国长江流域的一条河流，汇入澧水，属于澧水水系。河长175千米，流域面积3201平方千米，多年平均流量82立方米每秒。自然落差1401米。水能理论蕴藏量25万千瓦。